# Zapasy na Letnich Igrzyskach Olimpijskich 2004 – kategoria do 66 kg w stylu wolnym
Rywalizacja w wadze do 66 kg mężczyzn w zapasach w stylu wolnym na Letnich Igrzyskach Olimpijskich 2004 została rozegrana 27 i 28 sierpnia. Zawody odbyły się w hali Ano Liosia Olympic Hall w Ano Liosia.
W zawodach wzięło udział 21 zawodników.

## Klasyfikacja[1]
| Pozycja | Nazwisko             | Kraj              |
| ------- | -------------------- | ----------------- |
|         | Elbrus Tedejew       | Ukraina           |
|         | Jamill Kelly         | Stany Zjednoczone |
|         | Machacz Murtazalijew | Rosja             |
| 4       | Leonid Spiridonow    | Kazachstan        |
| 5       | Kazuhiko Ikematsu    | Japonia           |
| 6       | Apostolos Taskudis   | Grecja            |
| 7       | Ömer Çubukçu         | Turcja            |
| 8       | Serafim Byrzakow     | Bułgaria          |
| 9       | Serguei Rondon       | Kuba              |
| 10      | Ramesh Kumar         | Indie             |
| 11      | Żirajr Howhannisjan  | Armenia           |
| 12      | Elman Əsgərov        | Azerbejdżan       |
| 13      | Artur Tawkazachow    | Uzbekistan        |
| 14      | Baek Jin-guk         | Korea Południowa  |
| 15      | Gábor Hatos          | Węgry             |
| 16      | Štefan Fernyák       | Słowacja          |
| 17      | Evan MacDonald       | Kanada            |
| 18      | Alireza Dabir        | Iran              |
| 19      | Ruslan Bodișteanu    | Mołdawia          |
| 20      | Fred Jessey          | Nigeria           |
| 21      | Otar Tusziszwili     | Gruzja            |

## Zasady
Uczestnicy zostali podzielni na grupy. Najlepszy zawodnik awansował do dalszej rywalizacji w rundzie finałowej.
- TF – Łopatki
- PP – Na punkty (Pokonany zdobył punkty)
- PO – Na punkty (Pokonany bez punktów)
- PA – Kontuzja
- ST – Przewaga (10 punktów różnicy, przewaga techniczna)
- CP – Punkty
- TP – Punkty techniczne/Czas

## Wyniki[2]

### Grupa 1
| Miejsce | Zawodnik          | Kraj             | W | P | CP | TP |
| ------- | ----------------- | ---------------- | - | - | -- | -- |
| 1       | Kazuhiko Ikematsu | Japonia          | 2 | 0 | 7  | 7  |
| 2       | Baek Jin-guk      | Korea Południowa | 1 | 1 | 4  | 6  |
| 3       | Fred Jessey       | Nigeria          | 0 | 2 | 1  | 2  |

| Zapaśnik 1        | Zapaśnik 2        | CP  |    | TP   |
| ----------------- | ----------------- | --- | -- | ---- |
| Fred Jessey       | Baek Jin-guk      | 1-3 | PP | 1-3  |
| Kazuhiko Ikematsu | Fred Jessey       | 4-0 | TF | 1:07 |
| Baek Jin-guk      | Kazuhiko Ikematsu | 1-3 | PP | 3-4  |

### Grupa 2
| Miejsce | Zawodnik          | Kraj       | W | P | CP | TP |
| ------- | ----------------- | ---------- | - | - | -- | -- |
| 1       | Leonid Spiridonow | Kazachstan | 2 | 0 | 6  | 15 |
| 2       | Serafim Byrzakow  | Bułgaria   | 1 | 1 | 5  | 15 |
| 3       | Evan MacDonald    | Kanada     | 0 | 2 | 1  | 7  |

| Zapaśnik 1        | Zapaśnik 2        | CP  |    | TP   |
| ----------------- | ----------------- | --- | -- | ---- |
| Evan MacDonald    | Serafim Byrzakow  | 0-4 | ST | 0-11 |
| Leonid Spiridonow | Evan MacDonald    | 3-1 | PP | 10-7 |
| Serafim Byrzakow  | Leonid Spiridonow | 1-3 | PP | 4-5  |

### Grupa 3
| Miejsce | Zawodnik            | Kraj    | W | P | CP | TP |
| ------- | ------------------- | ------- | - | - | -- | -- |
| 1       | Apostolos Taskudis  | Grecja  | 1 | 1 | 4  | 16 |
| 2       | Żirajr Howhannisjan | Armenia | 1 | 1 | 4  | 13 |
| 3       | Ramesh Kumar        | Indie   | 1 | 1 | 4  | 11 |

| Zapaśnik 1          | Zapaśnik 2          | CP  |    | TP   |
| ------------------- | ------------------- | --- | -- | ---- |
| Apostolos Taskudis  | Ramesh Kumar        | 3-1 | PP | 10-8 |
| Żirajr Howhannisjan | Apostolos Taskudis  | 3-1 | PP | 12-6 |
| Ramesh Kumar        | Żirajr Howhannisjan | 3-1 | PP | 3-1  |

### Grupa 4
| Miejsce | Zawodnik         | Kraj    | W | P | CP | TP |
| ------- | ---------------- | ------- | - | - | -- | -- |
| 1       | Elbrus Tedejew   | Ukraina | 2 | 0 | 7  | 8  |
| 2       | Serguei Rondon   | Kuba    | 1 | 1 | 5  | 12 |
| 3       | Otar Tusziszwili | Gruzja  | 0 | 2 | 0  | 0  |

| Zapaśnik 1       | Zapaśnik 2       | CP  |    | TP   |
| ---------------- | ---------------- | --- | -- | ---- |
| Serguei Rondon   | Elbrus Tedejew   | 1-3 | PP | 2-8  |
| Otar Tusziszwili | Serguei Rondon   | 0-4 | ST | 0-10 |
| Elbrus Tedejew   | Otar Tusziszwili | 4-0 | PA |      |

### Grupa 5
| Miejsce | Zawodnik       | Kraj     | W | P | CP | TP |
| ------- | -------------- | -------- | - | - | -- | -- |
| 1       | Ömer Çubukçu   | Turcja   | 2 | 0 | 6  | 8  |
| 2       | Gábor Hatos    | Węgry    | 1 | 1 | 4  | 4  |
| 3       | Štefan Fernyák | Słowacja | 0 | 2 | 2  | 2  |

| Zapaśnik 1     | Zapaśnik 2     | CP  |    | TP  |
| -------------- | -------------- | --- | -- | --- |
| Štefan Fernyák | Ömer Çubukçu   | 1-3 | PP | 1-5 |
| Gábor Hatos    | Štefan Fernyák | 3-1 | PP | 3-1 |
| Ömer Çubukçu   | Gábor Hatos    | 3-1 | PP | 3-1 |

### Grupa 6
| Miejsce | Zawodnik             | Kraj       | W | P | CP | TP |
| ------- | -------------------- | ---------- | - | - | -- | -- |
| 1       | Machacz Murtazalijew | Rosja      | 2 | 0 | 6  | 12 |
| 2       | Artur Tawkazachow    | Uzbekistan | 1 | 1 | 4  | 7  |
| 3       | Alireza Dabir        | Iran       | 0 | 2 | 1  | 4  |

| Zapaśnik 1           | Zapaśnik 2           | CP  |    | TP  |
| -------------------- | -------------------- | --- | -- | --- |
| Machacz Murtazalijew | Alireza Dabir        | 3-0 | PO | 4-0 |
| Artur Tawkazachow    | Machacz Murtazalijew | 1-3 | PP | 2-8 |
| Alireza Dabir        | Artur Tawkazachow    | 1-3 | PP | 4-5 |

### Grupa 7
| Miejsce | Zawodnik          | Kraj              | W | P | CP | TP |
| ------- | ----------------- | ----------------- | - | - | -- | -- |
| 1       | Jamill Kelly      | Stany Zjednoczone | 2 | 0 | 6  | 6  |
| 2       | Elman Əsgərov     | Azerbejdżan       | 1 | 1 | 4  | 9  |
| 3       | Ruslan Bodișteanu | Mołdawia          | 0 | 2 | 1  | 3  |

| Zapaśnik 1        | Zapaśnik 2        | CP  |    | TP  |
| ----------------- | ----------------- | --- | -- | --- |
| Ruslan Bodișteanu | Elman Əsgərov     | 1-3 | PP | 3-7 |
| Jamill Kelly      | Ruslan Bodișteanu | 3-0 | PO | 3-0 |
| Elman Əsgərov     | Jamill Kelly      | 1-3 | PP | 2-3 |

### Runda finałowa[3]
|  | Ćwierćfinały         | Ćwierćfinały         | Ćwierćfinały |  |  | Półfinały            | Półfinały            | Półfinały    |   |                | Finał                 | Finał                 | Finał                 |
|  |                      |                      |              |  |  |                      |                      |              |   |                |                       |                       |                       |
|  | Kazuhiko Ikematsu    | Kazuhiko Ikematsu    | 2            |  |  |                      |                      |              |   |                |                       |                       |                       |
|  | Leonid Spiridonow    | Leonid Spiridonow    | 3            |  |  | Leonid Spiridonow    | Leonid Spiridonow    | 2            |   |                |                       |                       |                       |
|  | Apostolos Taskudis   | Apostolos Taskudis   | 2            |  |  | Elbrus Tedejew       | Elbrus Tedejew       | 4            |   |                |                       |                       |                       |
|  | Elbrus Tedejew       | Elbrus Tedejew       | 6            |  |  |                      |                      |              |   | Elbrus Tedejew | Elbrus Tedejew        | 5                     |                       |
|  | Ömer Çubukçu         | Ömer Çubukçu         | 0            |  |  |                      | Jamill Kelly         | Jamill Kelly | 1 |                |                       |                       |                       |
|  | Machacz Murtazalijew | Machacz Murtazalijew | 6            |  |  | Machacz Murtazalijew | Machacz Murtazalijew | 1            |   |                |                       |                       |                       |
|  |                      |                      |              |  |  | Jamill Kelly         | Jamill Kelly         | 3            |   |                | Walka o brązowy medal | Walka o brązowy medal | Walka o brązowy medal |
|  |                      |                      |              |  |  |                      |                      |              |   |                |                       |                       |                       |
|  |                      |                      |              |  |  |                      |                      |              |   |                | Leonid Spiridonow     | Leonid Spiridonow     | 1                     |
|  |                      |                      |              |  |  |                      |                      |              |   |                | Machacz Murtazalijew  | Machacz Murtazalijew  | 2                     |

|  |                    |                    |   |
|  | o 5 miejsce        |                    |   |
|  |                    |                    |   |
|  |                    |                    |   |
|  |                    |                    |   |
|  | Kazuhiko Ikematsu  | Kazuhiko Ikematsu  | 6 |
|  | Kazuhiko Ikematsu  | Kazuhiko Ikematsu  | 6 |
|  | Apostolos Taskudis | Apostolos Taskudis | 4 |
|  | Apostolos Taskudis | Apostolos Taskudis | 4 |
|  |                    |                    |   |